# منطقة هوف
مِنْطَقَة هُوف (بالأَلمانِيَّة: Landkreis Hof) هي دائِرَة أَلمانِيَّة تَّابعة لمُحافظة فرانكُونيا العُليا في وِلاَية باڤارِيا في جُمهُوريَّة أَلمَانيَا الاِتّحاديّة. وتضُمّ مِنطقَة هُوف تِسع مُدُن، وخمسة أَسواق، وثلاثَة عشرةٌ بَلدَة، وأَربع بلدَات حُرَّة بمِساحة تُقَدَّر بحَوالَي 893 كم2.

## معرض الصور

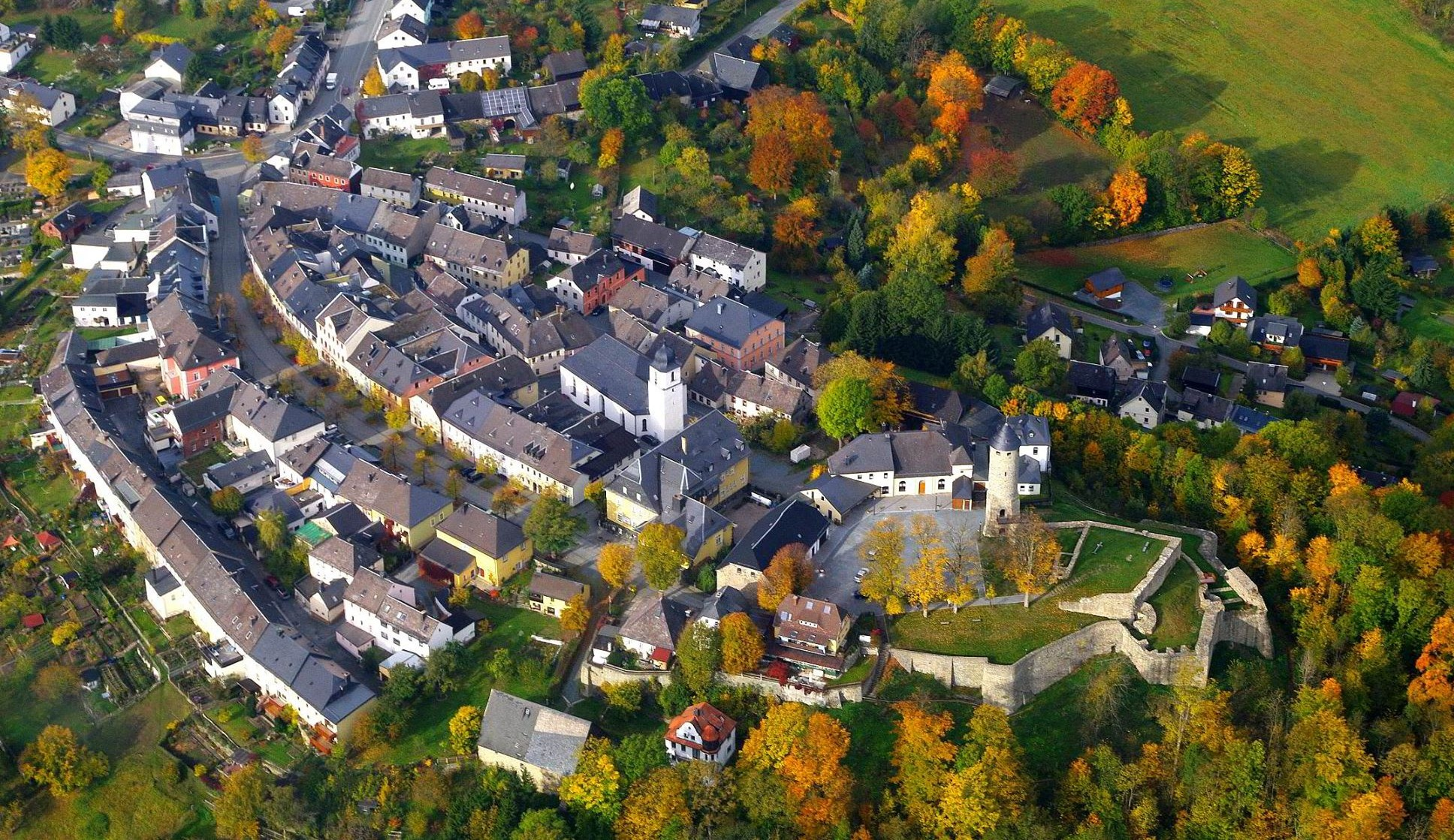
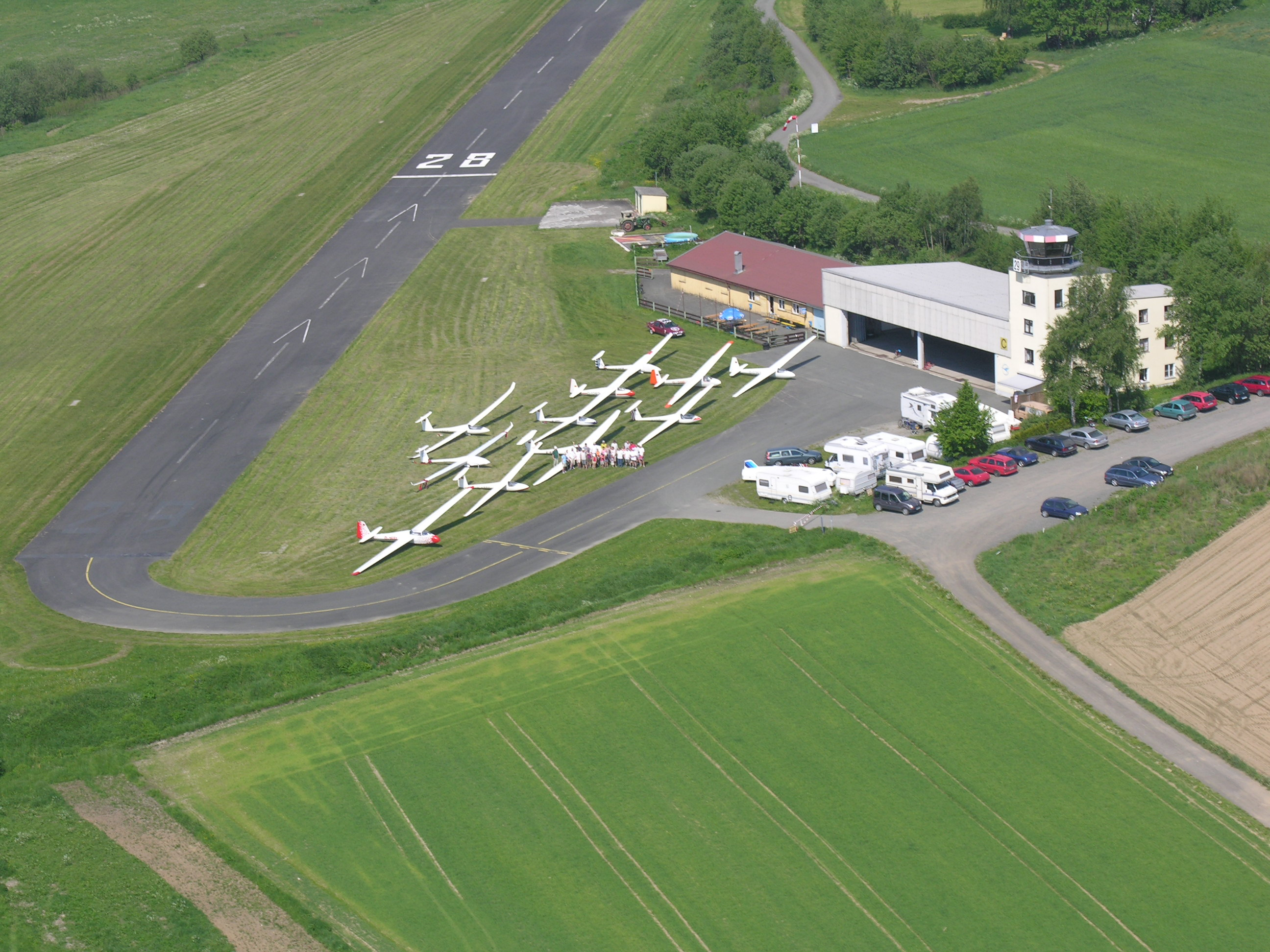
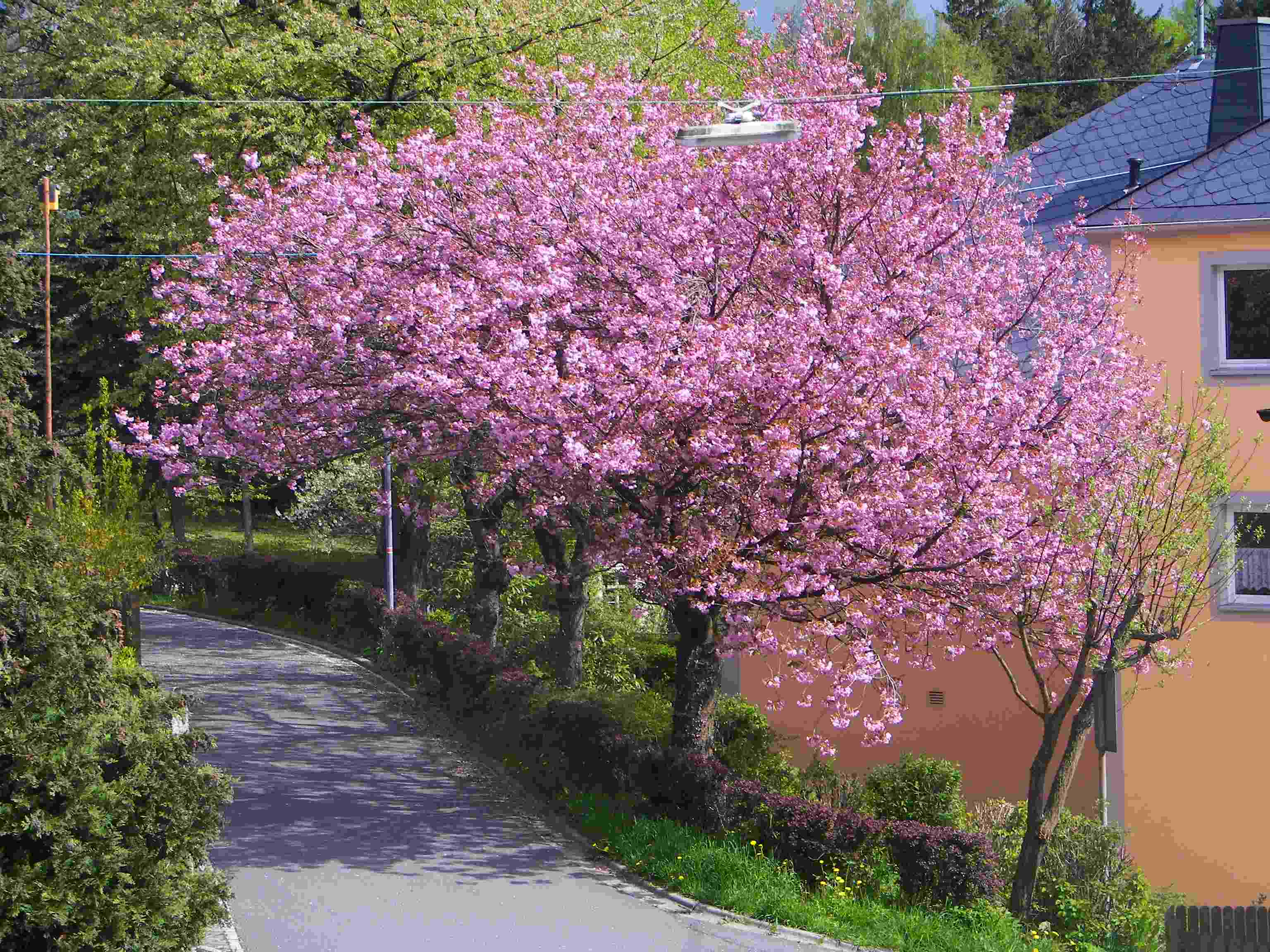
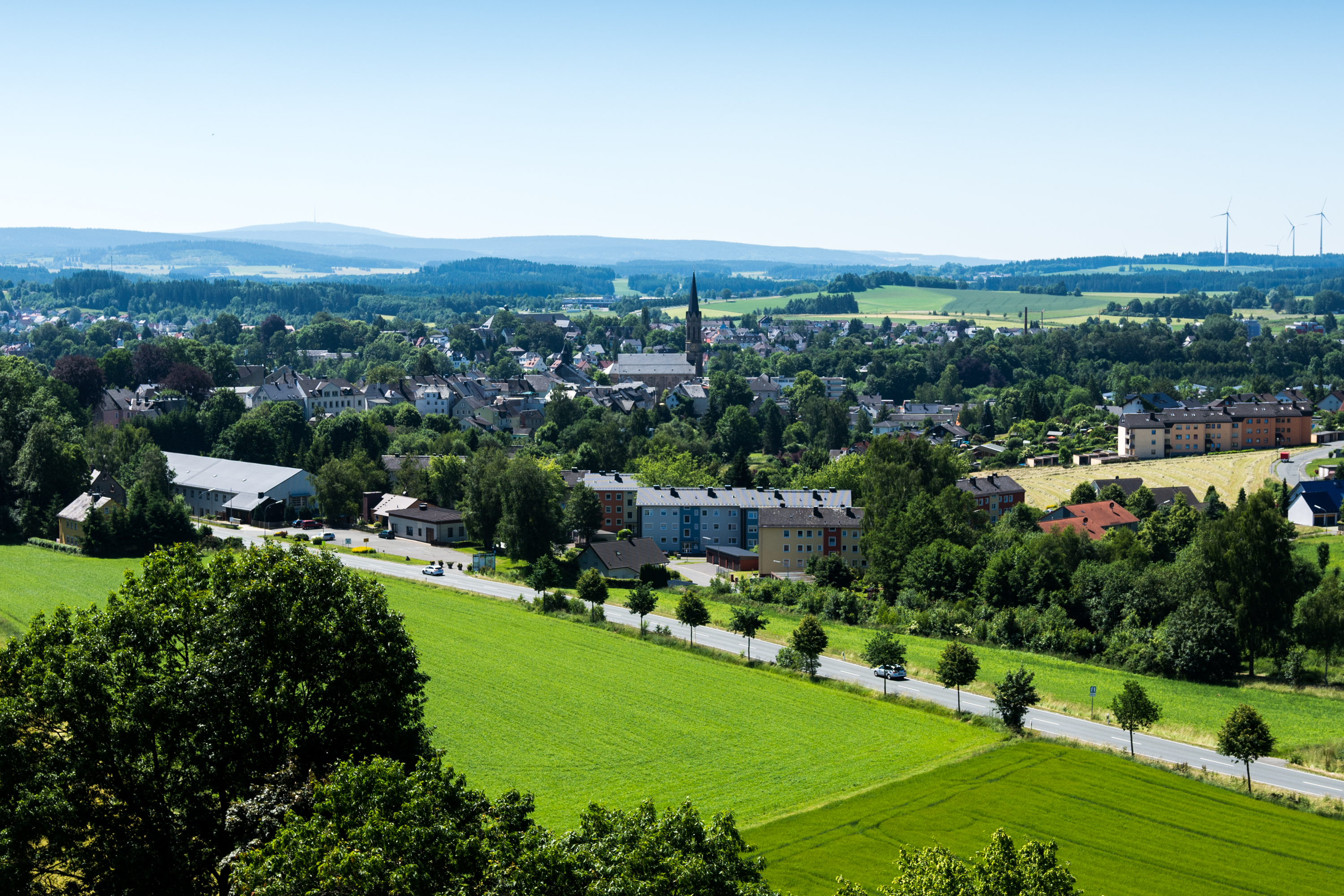

## التّقسِيمات الإِدارِيّة
تضُمّ مِنطقَة هُوف تِسع مُدُن، وخمسة أَسواق، وثلاثَة عشرةٌ بَلدَة، وأَربع بلدَات فِي المَجَال الإِدَارِيِّ الحُرَّ بمِساحة تُقَدَّر بحَوالَي 893 كم2. وهي كالتَّالي:

### المُدُن
| اِسم المدِينة                  | ٱلِٱسم بالأَلمانِيَّة                 | عَدد السُكَّان | المِساحَة (كم²) |
| ---------------------------- | -------------------------------- | ---------- | ------------- |
| مدِينة هِيلِمبرِيشتس             | Stadt Helmbrechts                | 1٬036      | 9             |
| مدِينة لِيشتِينبِيرغٌ             | (Stadt Lichtenberg (Oberfranken  | 1٬036      | 55            |
| مدِينة مُونشبِيرغٌ               | Stadt Münchberg                  | 10٬242     | 68            |
| مدِينة نَايلَا                  | Stadt Naila                      | 7٬715      | 37            |
| مدِينة غِيهَآُو                  | Stadt Rehau                      | 9٬352      | 80            |
| مدِينة شآُوِينشتَآيْن             | Stadt Schauenstein               | 1٬925      | 27            |
| مدِينة شڤَآرزِينبَآَخْ أَم ڤَآلِد     | Stadt Schwarzenbach am Wald      | 4٬505      | 37            |
| مدِينة شڤَآرزِينبَآَخْ آن دِير زَآله | Stadt Schwarzenbach an der Saale | 7٬116      | 59            |
| مدِينة زيلبِيتس                | (Stadt Selbitz (Oberfranken      | 4٬375      | 27            |

### الأَسوَاق
| اِسم السُّوق                | ٱلِٱسم بالأَلمانِيَّة             | عَدد السُكَّان | المِساحَة (كم²) |
| ------------------------ | ---------------------------- | ---------- | ------------- |
| سُوق بَاد شتِيبِين           | Markt Bad Steben             | 3٬375      | 25            |
| سُوق أُوبِركُوتزآُو           | Markt Oberkotzau             | 5٬341      | 21            |
| سُوق شبَارنِيك              | Markt Sparneck               | 1٬632      | 17            |
| سُوق شتَامّبَآَخْ              | Markt Stammbach              | 5٬286      | 35            |
| سُوق زِيل إم فِيشتِيلغِيبِيرغه | Markt Zell im Fichtelgebirge | 1٬946      | 31            |

### البلدَات
| اِسم البلدَة        | ٱلِٱسم بالأَلمانِيَّة                  | عَدد السُكَّان | المِساحَة (كم²) |
| ----------------- | --------------------------------- | ---------- | ------------- |
| بَلْدَة بِيرغٌ         | (Gemeinde Berg (Oberfranken       | 2٬117      | 39            |
| بَلْدَة دُوُلآُو        | Gemeinde Döhlau                   | 3٬867      | 47            |
| بَلْدَة فَآيْلِيتش      | Gemeinde Feilitzsch               | 2٬863      | 30            |
| بَلْدَة غآتِّيندُورف    | (Gemeinde Gattendorf (Oberfranken | 1٬035      | 22            |
| بَلْدَة جِيْرولدسغِرون  | Gemeinde Geroldsgrün              | 2٬879      | 15            |
| بَلْدَة إِسِيغَاو       | Gemeinde Issigau                  | 995        | 19            |
| بَلْدَة كُودِيِتز       | Gemeinde Köditz                   | 2٬447      | 31            |
| بَلْدَة كُونرَادسرُويِت  | Gemeinde Konradsreuth             | 3٬240      | 43            |
| بَلْدَة لُويبُولِدسغرُون | Gemeinde Leupoldsgrün             | 1٬201      | 10            |
| بَلْدَة رِيغنِيتزلُوزَآُو | Gemeinde Regnitzlosau             | 2٬293      | 39            |
| بَلْدَة تُوبِين        | Gemeinde Töpen                    | 1٬049      | 20            |
| بَلْدَة ترُوغِين       | (Gemeinde Trogen (Oberfranken     | 1٬428      | 12            |
| بَلْدَة ڤَايْسّدُورف     | Gemeinde Weißdorf                 | 1٬174      | 21            |

### البلدَات الحُرَّة
| اِسم البلدَة                     | ٱلِٱسم بالأَلمانِيَّة                           | المِساحَة (كم²) |
| ------------------------------ | ------------------------------------------ | ------------- |
| بَلْدَة فُورِست شڤَآرزِينبَآَخْ أَم ڤَآلِد  | Gemeindefreies Forst Schwarzenbach am Wald | 8             |
| بَلْدَة جِيْرلَاسِير فُورِست            | Gemeindefreies Gerlaser Forst              | 5             |
| بَلْدَة جِيْرولدسغِرُونِير فُورِست       | Gemeindefreies Geroldsgrüner Forst         | 17            |
| بَلْدَة مَارتِينلَامِيتزِير فُورِست-نُورد | Gemeindefreies Martinlamitzer Forst-Nord   | 7             |

## وصلات خارجية
- الصّفحة الرّسميّة لِمِنطقَة هُوف (بالألمانية)